# Santa Maria in Trastevere
Koordinaten: 41° 53′ 22″ N, 12° 28′ 11″ O

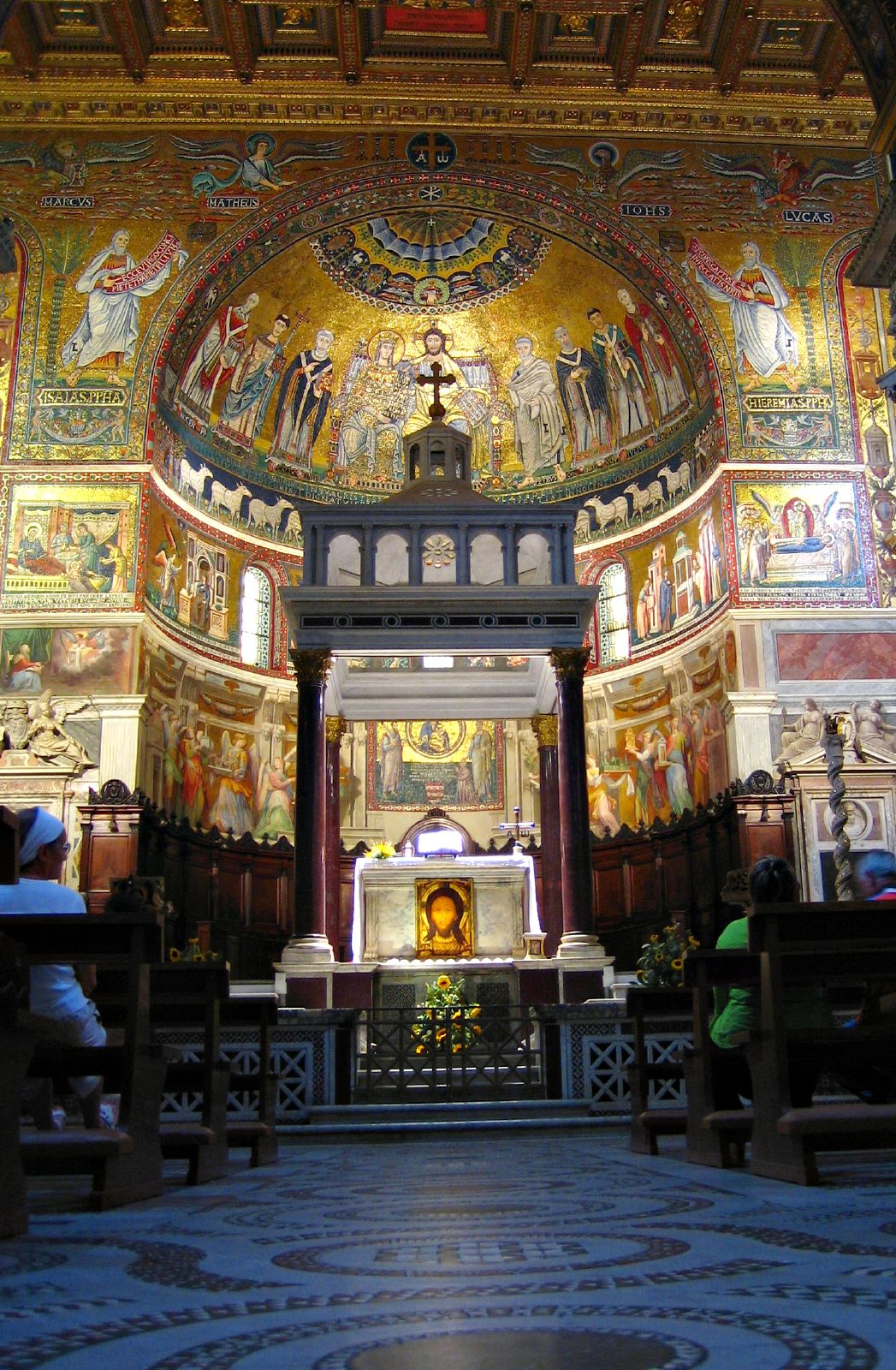
Altar mit Ziborium, dahinter die Apsis mit den Mosaiken von Cavallini

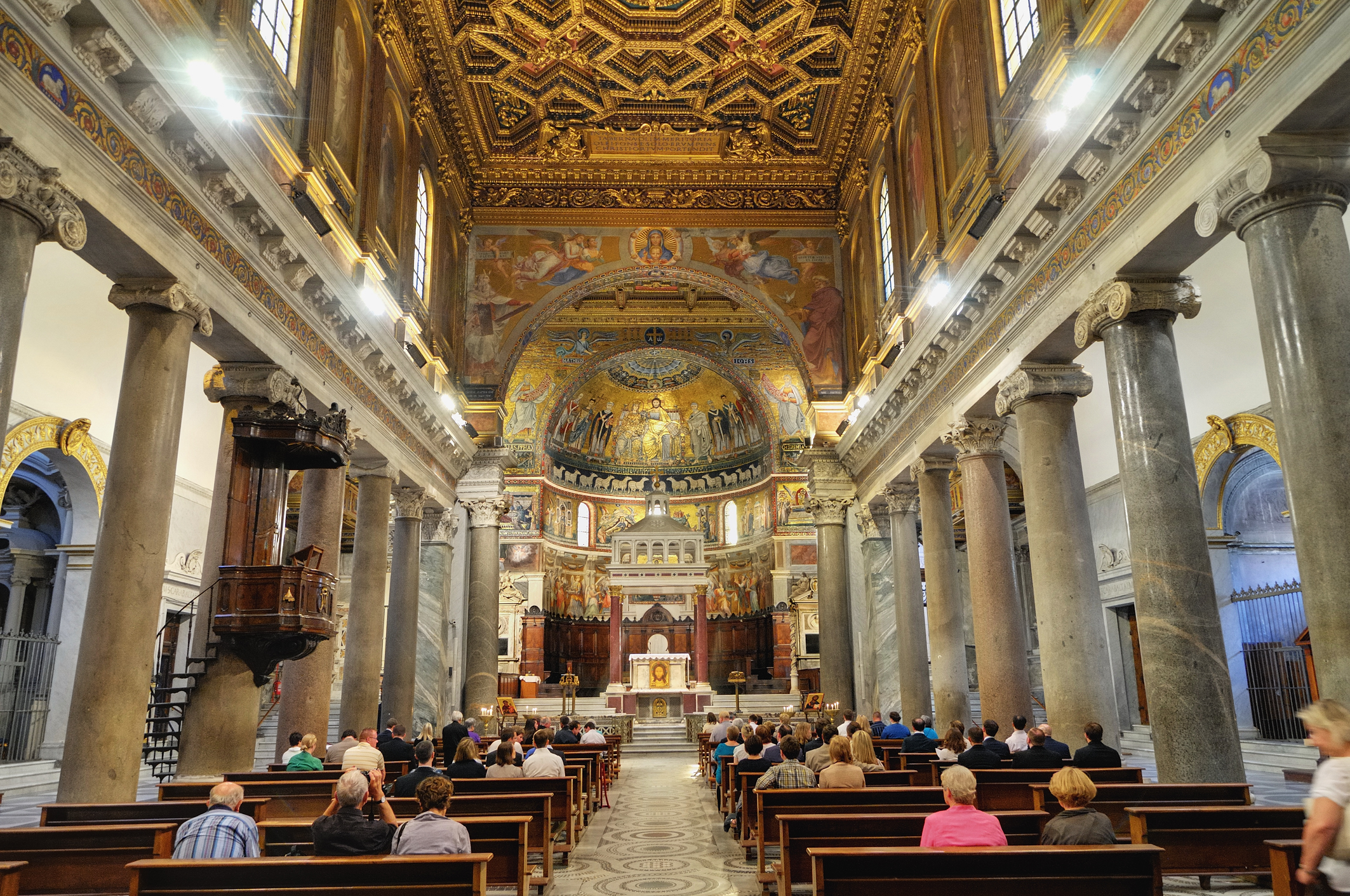
Gesamtansicht des Innenraums

Santa Maria in Trastevere (lat.: Sanctae Mariae trans Tiberim) ist die älteste Marienkirche Roms und bildet mit dem davorliegenden Platz das Zentrum des Viertels Trastevere.

## Geschichte
Nach den Überlieferungen des 4. Jahrhunderts entsprang dort, wo heute der Altar der Kirche steht, im Jahr 38 v. Chr. eine ölhaltige Quelle (fons olei). Was möglicherweise durch vulkanische Tätigkeit zu erklären wäre, wurde von den jüdischen Einwohnern des Viertels als Ankündigung des Messias gesehen. Später wurde dieses Ereignis als Zeichen der Ankunft Jesu Christi interpretiert. Schon im 3. Jahrhundert soll es an der Stelle eine christliche Hauskirche gegeben haben, an deren Stelle Julius I. Mitte des 4. Jahrhunderts eine große Basilika errichten ließ, die im 12. Jahrhundert unter Innozenz II. durch einen Neubau mit Campanile ersetzt wurde. Dazu wurde unter anderem Material aus den Caracalla-Thermen verwendet.
Im Heiligen Jahr 1525 diente die Kirche als Ersatz für die vom Tiber überschwemmte Kirche Sankt Paul vor den Mauern. Das Hauptportal diente als Heilige Pforte. Auch in den heiligen Jahren 1625, 1700 und 1825 ersetzte Santa Maria in Trastevere die Basilika Sankt Paul vor den Mauern, die 1625 und 1700 wegen Epidemien im römischen Umland geschlossen bleiben musste und im Jahr 1825 wegen des Brandes von 1823 noch völlig zerstört war.
Die Kirche ist bereits seit dem Jahr 1120 römische Titelkirche und trägt den Titel einer Basilica minor. Eine der Filialkirchen des Kapitels von Santa Maria in Trastevere war bis 1602 Sante Rufina e Seconda.

## Ausstattung
Die Mosaiken in der Apsis stammen noch aus der Zeit des Neubaus im 12. Jahrhundert. Die Mosaiken am Triumphbogen und im unteren Apsisabschnitt wurden ein Jahrhundert später von Pietro Cavallini geschaffen. Letztere zeigen in sechs Bildern das Marienleben: Mariä Geburt, Verkündigung, Geburt Jesu, Anbetung der Weisen, Darbringung Jesu im Tempel und Tod Mariens. Sie wurden von Kardinal Pietro Stefaneschi gestiftet, an den in der Kirche ein gotisches Grabmal erinnert. Er hinterließ die Beschreibung des ersten Heiligen Jahres in der Geschichte im Jahr 1300. Unter dem Hochaltar befindet sich der Überlieferung zufolge das Grab des hl. Kalepodius, eines Märtyrers der Christenverfolgung zur Zeit von Septimius Severus.
In der Vorhalle befindet sich seit 1308 an einem Pilaster hoch oben ein viereckiger Steinbehälter, bei dem es sich um die Reste der Aschenurne von Papst Innozenz II. handelt. Die Mosaiken über der Vorhalle stammen aus dem 13. und 14. Jahrhundert. Sie zeigen Maria mit dem Kind und kluge und törichte Jungfrauen (nach Mt 25,1–13).
Trotz barocker Ergänzungen und Umbauten hat die Kirche noch den mittelalterlichen Eindruck bewahrt. Die Säulen stammen aus einem antiken Gebäude, möglicherweise aus den Caracallathermen.